# 立川金馬
立川 金馬（たてかわ きんば）は落語の名跡。
なお三遊亭金馬とは別の名跡である。
- 初代立川金馬 - 後の2代目朝寝坊むらく。
- 4代目立川金馬 - 後の3代目雷門助六。

## 2代目
（生年不詳 - 1847年1月13日） - 最初は初代雷門助六。後に初代金馬の門下で立川金山となり初代が1831年にむらくを襲名するのをきっかけに2代目立川金馬を襲名した。

## 3代目
（生没年不詳） - 3代目朝寝坊むらく（後の4代目三笑亭可楽）の門下で2代目助六、文久時代になってから3代目となる。明治時代になって真打の看板を上げた。その後直後に死去したと思われる。

## 4代目
俗称を金五郎。四代目三笑亭可楽の門下で古楽を名乗る。初代談洲楼燕枝の門下で團洲楼燕寿となるが再び四代目三笑亭可楽の門下で三代目助六を経て四代目金馬となった。あだ名は「ヒョットコ」。1875年・1876年の名簿には名前が出ている。若くして亡くなったらしく明治一ケタ代に没している。